# Jesus He Knows Me
Jesus He Knows Me is een nummer van de Britse rockband Genesis. Het is de vierde single van hun veertiende studioalbum We Can't Dance uit 1991. Op 13 juli 1992 werd het nummer wereldwijd op single uitgebracht.
De single is een aanklacht tegen de alom aanwezige tv-dominees of 'televangelists' op de Amerikaanse televisie. Ook in de videoclip worden deze figuren neergezet als ijdele, gierige mensen.

## Achtergrond
De plaat werd een wereldwijde hit. In thuisland het Verenigd Koninkrijk behaalde de plaat een bescheiden 20e positie in de UK Singles Chart. In Ierland werd de 22e positie bereikt, in Canada de 10e en in de Verenigde Staten de 23e positie in de Billboard Hot 100, in Australië de 56e positie,in Nieuw-Zeeland de 35e, Duitsland de 13e en in de Eurochart Hot 100 de 28e positie.
In Nederland werd de plaat veel gedraaid op Radio 3 en werd mede hierdoor een radiohit in de destijds twee hitlijsten op de nationale publieke popzender. De plaat bereikte de 11e positie in de Nederlandse Top 40 en de 18e positie in de Nationale Top 100.
In België bereikte de plaat de 18e positie in de voorloper van de Vlaamse Ultratop 50 en de 20e positie in de Vlaamse Radio 2 Top 30. In Wallonië werd géén notering behaald.
Sinds de editie van december 2007 staat de plaat regelmatig genoteerd in de jaarlijkse NPO Radio 2 Top 2000 van de Nederlandse publieke radiozender NPO Radio 2, met als hoogste notering een 675e positie in 2007.

## NPO Radio 2 Top 2000
| Nummer met noteringen in de NPO Radio 2 Top 2000 | '07 | '08 | '09 | '10 | '11 | '12 | '13 | '14 | '15 | '16 | '17 | '18 | '19 | '20  | '21 | '22 | '23 | '24  |
| ------------------------------------------------ | --- | --- | --- | --- | --- | --- | --- | --- | --- | --- | --- | --- | --- | ---- | --- | --- | --- | ---- |
| Jesus He Knows Me                                | 675 | -   | 828 | 899 | 907 | 949 | 758 | 789 | 850 | 817 | 771 | 861 | 915 | 1023 | 984 | 916 | 995 | 1037 |

1. ↑  Een '-' betekent dat het nummer niet was genoteerd en een vetgedrukt getal geeft de hoogste notering aan.
2. ↑  2007 was het eerste jaar met een notering voor dit nummer.